# Cyclobuten
Cyclobuten ist ein cyclischer ungesättigter Kohlenwasserstoff mit der Summenformel C4H6. Es besteht aus einem viergliedrigen Ring, der eine Doppelbindung enthält, und bildet die Grundstruktur der Cyclobutene.

## Darstellung
Cyclobuten kann man durch Eliminierung aus 1,2-Dibromcyclobutan mit Zinkpulver darstellen.
Da Cyclobuten flüchtig ist, wird es zur Lagerung meist in das höhersiedende 1,2-Dibromcyclobutan überführt, aus dem es durch obige Reaktion wieder freigesetzt werden kann.
Trockene Destillation von Cyclobutyltrimethylammoniumhydroxid liefert durch Hofmann-Eliminierung Cyclobuten:
Des Weiteren kann Cyclobuten durch photochemische Cyclisierung von 1,3-Butadien erhalten werden.
Diese Methode verläuft allerdings nur mit schlechter Ausbeute.

## Verwendung
An der Doppelbindung können Additionsreaktionen durchgeführt werden. So sind eine Reihe von Derivaten des Cyclobutans auf diesem Wege zugänglich. Auch [2+2]-Cycloadditionen mit weiteren Alkenen sind möglich. Über säurekatalysierte und thermische Umlagerungsreaktionen von Cyclobuten und Cyclobuten-Derivaten wurde berichtet.